# 손다니 전투
손다니 전투는 서기 528년 알혼족의 왕 미히라쿨라와 말와 왕국의 야쇼다르만 왕, 굽타 제국의 나라심하굽타 황제가 이끄는 인도 지배자 연합군 사이에 벌어진 대규모 군사 충돌이다.

## 배경
유능한 지도자 토라마나가 이끄는 알혼족은 인도 아대륙 본토를 침략했다. 후나족은 파괴적인 약탈로 굽타 제국을 크게 약화시켰다. 토라마나는 인도에서 거의 20년 만에 말와의 아울리카라 왕조의 인도 왕에 의해 확실하게 패배했다. 1983년에 발견된 리스탈 비문에 따르면, 프라카샤다르마 왕은 서기 515년에 토라마나를 물리쳤다. 따라서 제1차 후나 전쟁은 후나족의 패배로 끝났고, 그들의 군대는 분명히 마하삽트신두 지역으로 후퇴했다.
토라마나의 장남이자 후계자인 미히라쿨라는 다시 인도를 침략했다. 그는 전임자보다 더 잔인하고 더 많은 파괴를 일으켰다. 말와의 통치자이자 프라카샤다르마 왕의 아들인 야쇼다르만은 후나족을 물리치기 위해 다른 인도 통치자들과 동맹을 맺었다.

## 결과
야쇼다르만이 이끄는 인도 통치자 연합군은, 아마도 굽타 황제 나라심하굽타의 지원을 받아, 서기 528년 손다니에서 훈족 군대를 결정적으로 격파했다.
이로 인해 서기 542년까지 펀자브와 북인도에서 알혼족의 영토가 상실되었다. 만다사우르 근처의 손다니에 있는 손다니 비문은 후나족의 항복을 기록하고 있으며, 야쇼다르만이 "무례하고 잔인한 왕들로부터 지구를 구했다"고 주장한다. 그리고 그가 "미히라쿨라의 머리를 숙였다"고 한다. 손다니 비문의 일부에서 야쇼다르만은 미히라쿨라 왕을 물리쳤다고 자신을 이렇게 칭찬한다.
그(야쇼다르만)의 두 발에는 (자신의) 머리털 뭉치에서 나온 꽃들로 보충된 존경이 바쳐졌으니, (절을 강요하는 행위에서) 그의 팔의 힘으로 인해 이마가 낮게 숙여져 고통받았던 (유명한) 왕 미히라쿨라에 의해서도 그러했다.— 손다니 기둥 비문

굽타 황제 나라심하굽타 또한 미히라쿨라가 인도의 대부분을 정복한 후 그를 격퇴하는 데 기여했다고 중국 당나라 승려 현장의 보고서에 언급되어 있다.

한 세기 후인 서기 630년에 기록한 현장은 공상적인 설명에서 미히라쿨라가 마가다의 왕 발라디티야(굽타 왕조의 통치자 나라심하굽타 발라디티야)가 피신한 섬을 제외한 인도 전체를 정복했지만, 결국 인도 왕에게 붙잡혔다고 보고했다. 그는 나중에 미히라쿨라를 "놀라운 미모와 엄청난 지혜를 지닌 남자"로 여긴 어머니의 중재로 그의 목숨을 살려주었다. 미히라쿨라는 그 후 카슈미르로 돌아가 왕위를 되찾았다고 전해진다.:168

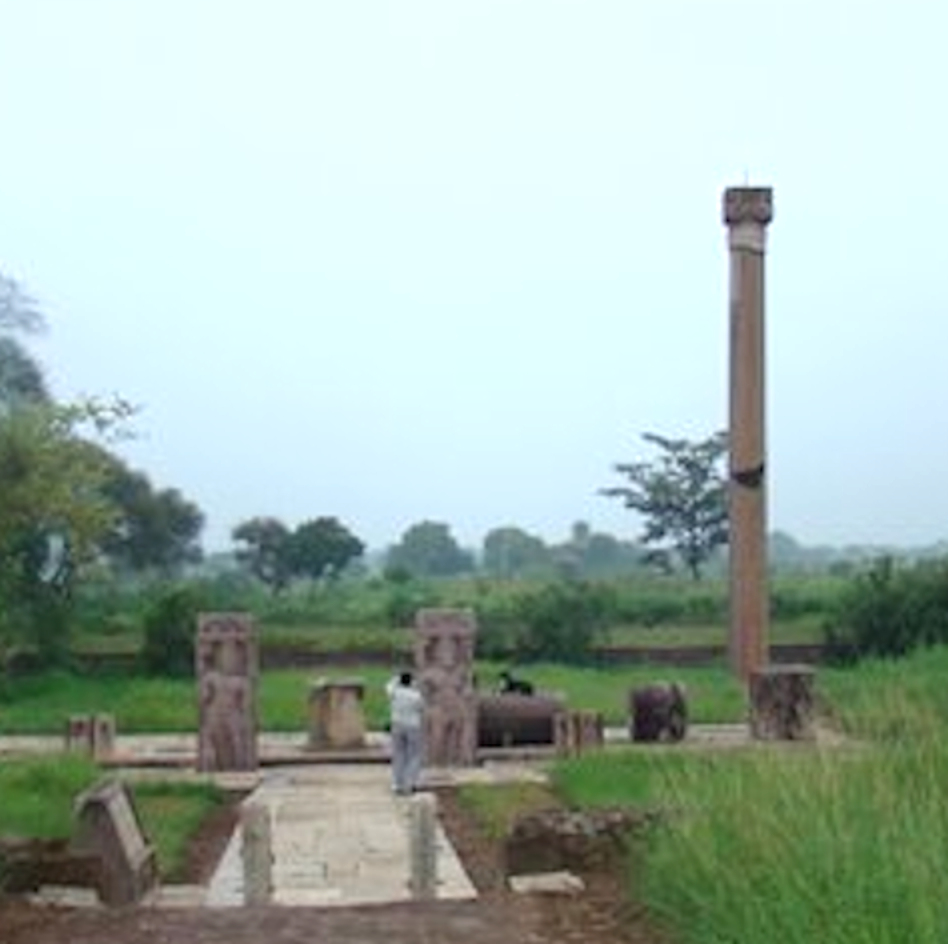
만다사우르 손다니에 있는 야쇼다르만 승리 기둥.

## 여파
전쟁이 끝난 후, 야쇼다르만은 광대한 영토를 정복하고 단명한 제국을 세웠다.
만다사우르 기둥 비문에서 야쇼다르만은 자신이 적들을 정복했으며, 이제 (강) 라우히티야 (브라마푸트라강) 근방에서 "서쪽 바다"(서부 인도양)까지, 그리고 히말라야산맥에서 마헨드라산까지의 영토를 지배한다고 주장한다.
야쇼다르만은 후나족과 굽타 제국으로부터 광대한 영토를 정복했지만, 그의 단명한 제국은 결국 서기 530~540년경에 붕괴되었다.

## 같이 보기
- 제1차 에란 전투
- 제2차 에란 전투

### 설명주
1. ↑  "현재 시대의 왕들, 교만을 드러내고; 적절한 훈련 부족으로 잔인하며; 망상으로 인해 선량한 행동의 길을 어긋나고; (그리고) 고결한 기쁨이 없는 왕들에 의해 괴롭힘을 당했을 때, 지구는 (도움을 받기 위해) 자신을 맡겼다." from “Sondhni pillars: where Punjabis met with their Waterloo 1500 years ago”. 《Punjab Monitor》 (Amritsar: Bhai Nand Lal Foundation). 2013년 4월 27일. 2018년 7월 8일에 확인함.

### 참조주
1. ↑  Mr. Salween Roy, N.K.S.R Nantu Roy (2023년 10월 20일). 《The Capital Come Under Bourgeois Rule And Present Scenario of Political Business》 (영어). Blue Rose Publishers. 106쪽.
2. ↑  Mukhopadhyay, Subhodeep. 〈Chapter 11: Jihad and Dharma〉. 《Om and Crescent: The Battle for Peaceful Coexistence》 (영어). Clever Fox Publishing. 224쪽. ISBN 9789356488403.
3. ↑  Kumar, Sanjeev (2024년 7월 18일). 《Treasures of the Gupta Empire》 (영어). Archaeopress Publishing Limited. 460쪽. ISBN 9781803277967.
4. ↑  Somers, George E. (1977). 《Dynastic History of Magadha》 (영어). Abhinav Publications. 64쪽. ISBN 9788170170594.
5. 1 2 3  Hans T. Bakker (2016년 11월 26일). 《Monuments of Hope, Gloom, and Glory in the Age of the Hunnic Wars: 50 years that changed India (484 - 534)》. 24th Gonda Lecture. Amsterdam. doi:10.5281/zenodo.377032. 2018년 7월 8일에 확인함.
6. ↑  Hans Bakker (2014년 7월 16일). 《The World of the Skandapurāṇa》. Leiden: BRILL. 34쪽. ISBN 978-90-04-27714-4.
7. ↑  N. K. Ojha (2001). 《The Aulikaras of Central India: history and inscriptions》. Chandigarh: Arun Pub. House. 48–50쪽. ISBN 978-81-85212-78-4.
8. 1 2  “Sondhni pillars: where Punjabis met with their Waterloo 1500 years ago”. 《Punjab Monitor》 (Amritsar: Bhai Nand Lal Foundation). 2013년 4월 27일. 2018년 7월 8일에 확인함.
9. ↑  “Coin Cabinet of the Kunsthistorisches Museum Vienna”. 2019년 11월 1일에 원본 문서에서 보존된 문서. 2021년 2월 11일에 확인함.
10. ↑  John Faithfull Fleet (1888).  John Faithfull Fleet, 편집. 《Corpus Inscriptionum Indicarum: Inscriptions of the early Gupta kings and their successors》 3. Calcutta: Office of the Superintendent of Government Print. 147–148쪽. OCLC 69001098. 2015년 7월 1일에 원본 문서에서 보존된 문서.
11. ↑  Kailash Chand Jain (1972년 12월 31일). 《Malwa Through The Ages》. Delhi: Motilal Banarsidass. 249쪽. ISBN 978-81-208-0824-9.
12. 1 2  Abraham Eraly (2011). 《The First Spring: The Golden Age of India》 (영어). New Delhi: Penguin Books India. 48쪽. ISBN 978-0-670-08478-4.
13. ↑  Ashvini Agrawal (1989). 《Rise and Fall of the Imperial Guptas》. Delhi: Motilal Banarsidass. 245쪽. ISBN 978-81-208-0592-7.
14. ↑  Jason Neelis (2010년 11월 19일). 《Early Buddhist Transmission and Trade Networks: Mobility and Exchange Within and Beyond the Northwestern Borderlands of South Asia》. Leiden: BRILL. ISBN 978-90-04-18159-5.
15. ↑  Corpus Inscriptionum Indicarum Vol 3 p.145
16. 1 2  Foreign Influence on Ancient India by Krishna Chandra Sagar p.216
17. ↑  Tribal Culture, Faith, History And Literature, Narayan Singh Rao, Mittal Publications, 2006 p.18